# Vila-rasa (Sant Pere de Torelló)
Vila-rasa és una masia de Sant Pere de Torelló (Osona) protegida com a Bé Cultural d'Interès Local.

## Descripció
L'interior de la casa consta d'un gran menjador amb la seva corresponent llar de foc, dues habitacions a més de la de l'amo amb un llit de més categoria que la resta i un altell ben condicionat on hi ha els dipòsits d'aigua. Encara es conserva el forn de pa i en els baixos es poden observar els fonaments de les torres inicials. A partir d'aquests es feu l'actual construcció de la cas de pagès acostumada. La teulada és a dues vessants. L'era està presidida per un porxo de dos nivells amb un pilar al mig i protegit per una barana de fusta.

## Història
Vilarrasa consta amb el nom "Vila Rasa" en el Cens de la Vola i Curull de 1780. També es té notícia del Molí de Vilarrassa, ja que consta en documents del segle xiii, però el seu emplaçament és avui desconegut.
Aquestes finques de muntanya que tenen com a principi del seu nom la paraula "vila", eren realment les que acollien els veïns per a dirimir les seves qüestions i parlar dels seus projectes; feien la funció del que més tard es diria Casa de la Vila o Ajuntament. Tenien molt sovint problemes amb les aigües que passaven pels seus torrents i a vol5tes perjudicaven a veïns i altres propietaris. Per aquest motiu, s'havien de fer acords, que a falta de notaris, els rubricaven -una vegada posades les paus entre les dues parts enfrontades- els preveres o rectors de les parròquies titulars. Un pergamí escrit en llatí abreujat explica que el 19 d'agost de 1289 es posaren d'acord per una d'aquestes qüestions en Ramon de Vilarrasa i en Ramon de Campllong, veí seu i signa confirmant el compromís el prevere i rector de l'Església de Sant Pere de Torelló, Berenguer de Puig. Vilarrasa anava passant a mans de personalitats i homes rics de categoria feudal. Aquests solien residir a Barcelona. Es limitaven a tenir uns administradors mitjancers, que es cuidaven de cobrar uns drets d'ocupació als masovers. Aquests homes cobraven i exigien en nom de l'amo, però no podien prendre decisions pecuniàries. Així anaven passant els anys i el que fou primerament propietat de senyors feudals o semi-feudals, va anar a raure als seus propis masovers com es veu en un pergamí datat el 23 d'octubre de 1558 que dona fe que en Joan de Vilarrassa tenia la facultat, perquè la finca era seva, de vendre-la i cobrar-la. Així ho va fer i cobrà al senyor Galceran de Cartellà la qualitat de 30 lliures barceloneses.
Aquesta finca també arribà a persones que ja tenien finques similars. Aquest és el cas dels familiars de Josefa Sarriera de Copons i d'Oms, Marquesa de Moyà i de Cartellà, vídua de Pere Carles de Sentmenat i de Riquer i Puiggené, Marqués de Castelldosrius que la vengueren l'any 1866 als actuals propietaris, la família Casacuberta, fabricants tèxtils de la Gleva, per un import de 96.000 rals, equivalents a 9.600 escuts.